# 酸味

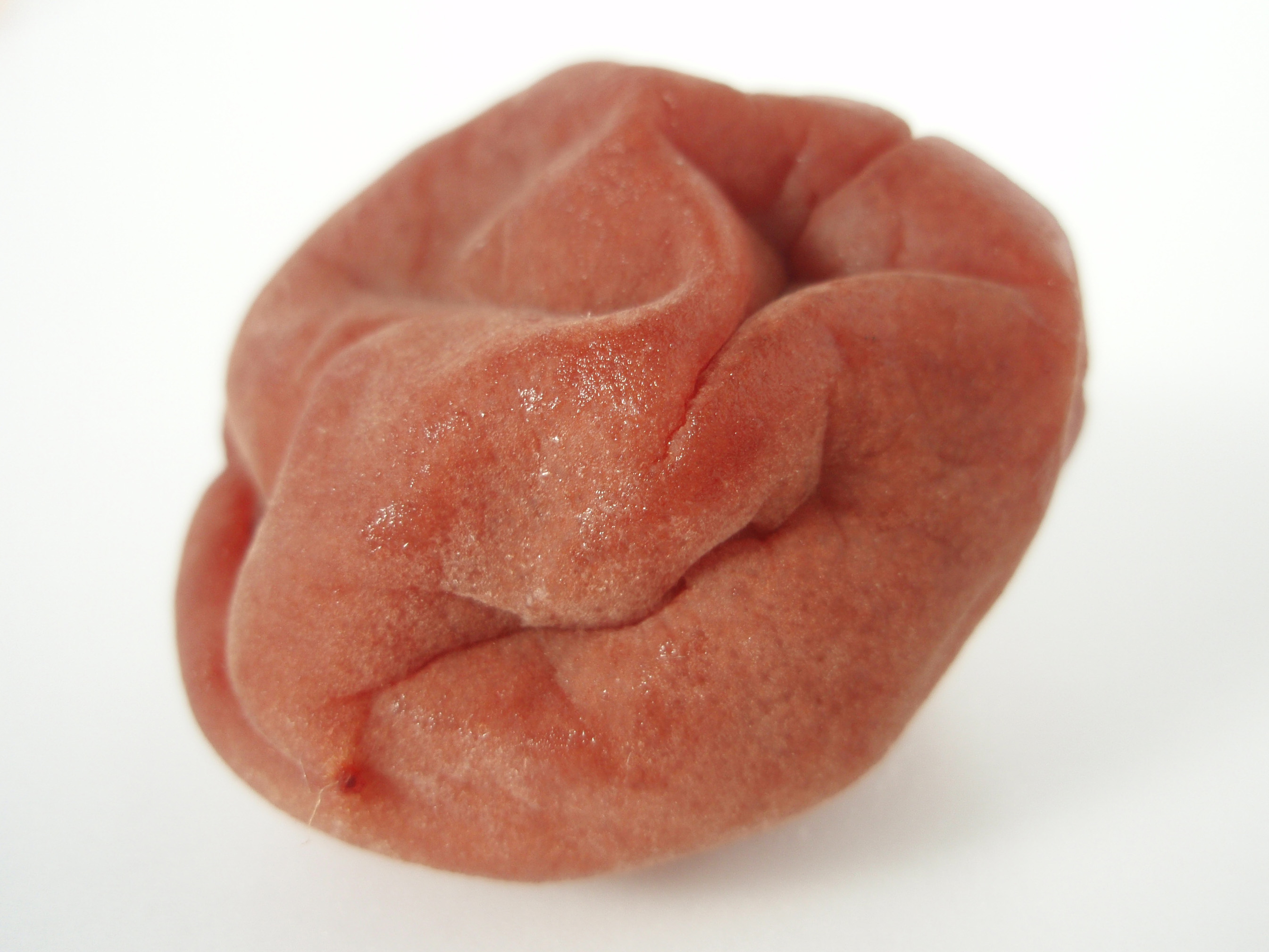
梅干しを見ると、その酸味を想像するだけで唾液が溢れてくる。

酸味（さんみ）とは、味覚のうちの一つで、一般に「すっぱい」と形容されるものを指す。
代表的な酸味としては梅干のすっぱさやヨーグルトのすっぱさがある。レモン果汁、食酢、クエン酸、乳酸などには、酸味を感じさせる働きがある。酸味を感じさせるための食品添加物を「酸味料」などと呼称する。

## 酸味の食品
代表的な酸味としては梅干のすっぱさやヨーグルトのすっぱさがある。レモン果汁、食酢、クエン酸、乳酸などには、酸味を感じさせる働きがある。酸味を感じさせるための食品添加物を「酸味料」などと呼称する。

### 酸味物質
酸味を感じさせる物質は酸だけであると言われている。酸物質の種類によって、酸味の強さだけではなく味わい（「おだやか」「爽快」「刺激的」等）も異なる。食品の種類によって「合う」酸・「合わない」酸が異なるが、この嗜好は食経験による影響も大きい。

### 酸以外による酸味への影響
甘味物質を加えたら酸味が弱まる、食塩を少量加えると酸味が強調されるが、多量の食塩だと塩辛さが勝つ、などの報告例がある。
ミラクルフルーツは、すっぱい食物に甘味を加える:(64)10。

## 受容機構
味は甘味、塩味、苦味、酸味、旨味、の5基本味に大別され、さらにこれらはそれぞれ異なる味細胞で受容される。例えば甘味受容体はT1R2/T1R3、旨味受容体はT1R1T1R3、苦味受容体はヒトでは25種類あるT2Rと呼ばれるGタンパク質共役型受容体が担い、II型細胞に発現する。
酸味に関してもその受容機構が解明されつつあり、III型細胞は酸に反応 (生理学)するため酸味受容細胞と考えられる。III型細胞にはイオンチャネル型受容体PKD2L1が発現し、PKD2L1発現細胞を特異的にジフテリア毒素により死滅させたマウスでの実験では、酸味刺激に対する味神経応答がなくなったことなどから、PKD2L1発現細胞が酸味受容体であることが判明した。PKD2L1は、葉状乳頭、有郭乳頭でPKD1L3分子と共発現する。この2つは相互作用により味細胞の先端部に局在する。また、両分子のヘテロマーPKD1L3/PKD2L1が酸応答性を持つことも培養細胞での実験で判明している。しかし、現状では酸味受容機構の全体像が解明されているわけではなく、酸味受容体の機能を担う分子がPKD2L1以外に存在することも十分あり得る。
酸味物質がなくなると反応する機構もある。

## 定量化
心理的な酸味の強さを数字であらわす（定量化する）官能評価はたびたび試みられている。評価方法や単位に法定の規格はない。

### 酸味と物理量との対応
酸性のものがすっぱい:59。そのため、酸性が強い（水素イオン濃度が高い、つまりpHが低い）ほど酸味が強いと思われがちだが、実際にはpHの大小と酸味の強さは必ずしも対応しない。個々の酸物質に限ってみると、酸物質の濃度(通称「酸度」あるいは「滴定酸度」)のほうが酸味と関連が強い。
マグニチュード推定法という官能評価手法では、被験者に複数種類の濃度の酸溶液を味見させて「AはBの何倍の酸味と感じるか」の数値を記述させる。この数値を計算処理した結果得られた酸味の値Sと酸の濃度Cとの間は、{\displaystyle S=kC^{n}} というべき乗の関係で近似できたとの報告がある。
測定値の例（濃度Cの単位がmol/Lの場合）:
| 乳酸                     | n=0.84, k=165.2:372 T2 |
| 酒石酸                   | n=0.82, k=274.0:372 T2 |
| クエン酸(無水物)         | n=0.72, k=201.0:372 T2 |
| イタコン酸               | n=1.03, k=706.0:372 T2 |
| 実験した24種類の酸の平均 | n=0.85:372 T2          |

べき指数nの意味は、実際の濃度変化に対して感覚的に酸味がどの程度変化するか。n=1なら濃度変化と同じに感じ、1未満なら感覚的変化が鈍い。たとえばn=0.85なら、濃度Cが10倍になったのに感覚的な酸味は{\displaystyle 10^{0.85}=7.08}倍にしか感じない、という意味。酸の種類によってnが異なるということは、ヒトの感覚系は酸の種類によって反応のしかたが異なるということである。
係数kのおおまかな意味は、二種類の酸物質を仮に1 mol/L溶液同士で比較した場合には、kが大きい酸ほど酸味が強いはず（ただし実際には1 mol/Lは口にするには高濃度すぎる）。1 mol/L以外の濃度ではこのような単純比較はできず、Sを計算する必要がある。
なお、一見すると化学的な量と酸味の強さとの関係のように見えるグラフでも、実際には酸味の強さではなくて単に別の物質の濃度との関係をあらわしているだけのものがある（例: :(59)5 図5,:728 F2,:66 2図）。これらの調査結果からは「濃度が何倍になると酸味が何倍強く感じられるか」はわからないので注意。

#### 簡易判定
酸の濃度（滴定酸度）よりもpHのほうが測定は容易なため、農業や食品工業分野では個々の品目特有のpH対酸味の相関を分析して、品質判定をpH測定値だけで代用する研究がなされている（例: 温州ミカン）。pH以外の各種物理量による品質判定も研究されている。

#### 味覚センサ
味覚の受容体を模倣した複数種類の味覚センサにより、pHや酸濃度よりも実感覚に近い数値群が得られたとする報告がある

。

### 酸物質同士の酸味の強さの比較

#### 閾値
酸味の閾値 (threshold)とは、ぎりぎり酸味が感じられる薄さ（濃度）のことである。測定が難しく、報告の食い違いが大きい。閾値pH、閾値モル濃度、閾値規定濃度、いずれも酸物質によって異なり、酸の化学構造との規則性も単純ではない。
また、閾値の大小と高濃度での酸味の強弱は必ずしも対応しない。つまり、酸物質Aが酸物質Bより閾値が低いからといって、どの濃度でもAの酸味がBより強く感じるとは限らない。

#### 相対的使用量
ぎりぎりの薄さ（閾値）ではなくて、もっと濃い濃度（"suprathreshold"、「閾上での呈味力」）で酸物質同士の酸味の強さを比較した値を"relative sourness"（相対的酸味というような意味）という。調べたい酸物質Aの濃度x水溶液と、クエン酸濃度y水溶液のどちらの酸味が強いかを味見で比較させる。同じ酸味になるはずの量に補間した値を「クエン酸と比較した酸物質Aの相対的な使用量は{\displaystyle {\frac {x}{y}}}である」という。
複数種類の酸を混合したときの酸味の比較実験もなされている:67 T8。
なお、これらの調査結果からは「濃度が何倍になると酸味が何倍強く感じられるか」はわからない。

#### 酸味度
相対的使用量の逆数を酸味度と呼ぶことがある。「酸味度」とは称しても酸味の強さをあらわす指標ではなくて、酸味物質同士の使用量の比較でしかない（「クエン酸100としたときのその酸の酸味の強さ」ではない）。
| 出典           | 古川1969 :67 7表7 から換算 | 古川1969 :67 7表7 から無水クエン酸相当に修正して換算 | Pangborn1963 :728 T2 から換算 | 古川1969 (小曾戸1967から算出) :67 7表9 を換算 |
| -------------- | -------------------------- | ---------------------------------------------------- | ----------------------------- | --------------------------------------------- |
| クエン酸       | 100 (一水和物)             | 100 (無水物)                                         | 100 (無水物)                  |                                               |
| 酒石酸         | 141-147                    | 129-135                                              | 111-129                       | 120-130                                       |
| フマル酸       | 180-185                    | 164-169                                              | -                             | 149-179                                       |
| リンゴ酸       | 127-138                    | 116-126                                              | -                             | 120-130                                       |
| コハク酸       | 112-116                    | 103-106                                              | -                             | -                                             |
| 乳酸           | 91-96                      | 83-88                                                | 111-125                       | 111-120                                       |
| アスコルビン酸 | 46-48                      | 42-44                                                | -                             | 40-50                                         |
| 酢酸           | 116-140                    | 106-128                                              | 118-129                       | 100                                           |
| グルコン酸     | 29-35                      | 27-32                                                | -                             | 50                                            |